# 斯捷波韋 (多林斯卡區)
48°5′49″N 32°48′38″E / 48.09694°N 32.81056°E
斯捷波韋（烏克蘭語：Степове），是烏克蘭中部的村莊，隸屬基洛夫格勒州的克羅皮夫尼茨基區。該村始建於1918年，面積0.39平方公里，海拔高度181米，2001年人口161，人口密度每平方公里413.9人。